# Остров Стенина
Остров Стенина — остров в заливе Петра-Великого Японского моря, второй по величине остров архипелага Римского-Корсакова. Расположен в 53 км к юго-западу от Владивостока и к 19 км к юго-востоку от Славянки. Административно относится к Хасанскому району Приморского края. Является частью Дальневосточного  морского заповедника (ДВГМЗ).
Постоянное население на острове отсутствует, в летне-осенний период остров изредка посещается туристами и отдыхающими (без выхода на берег).

## История
Остров впервые был обнаружен в 1851 году французскими китобоями, и в 1852 году описан моряками французского брига «Каприз». Нанесён ими на морскую карту в 1854 году. По английской съёмке 1854 года остров был назван Redcliff, что значит Красный Утёс, — это название оставалось на русских картах вплоть до 1880 года. Русскими впервые был обследован и описан в 1854 году экипажами фрегата «Паллада» и шхуны «Восток». Подробно исследован и нанесён на морскую карту в 1862-1863 годы экспедицией подполковника корпуса флотских штурманов В. М. Бабкина с борта корвета «Калевала». Вторично описан экспедицией корпуса флотских штурманов А. С. Стенина в 1880 году, тогда же назван членами экспедиции по фамилии своего начальника..

## География
Протяжённость острова Стенина с юго-востока на северо-запад составляет около 2,4 км, наибольшая ширина — 0,9 км. Максимальная высота над уровнем моря 144,3 м. Поверхность острова холмистая и поросла лиственным лесом и кустарником. Берега острова почти всюду скалистые, обрывистые, красноватого цвета. Исключением является низкая, местами поросшая кустарником северо-западная часть острова.
Побережье острова Стенина окаймлено камнями и рифами. На 1,5 кбт к востоку от восточной оконечности острова выступает риф с тремя надводными камнями. От северо-западного берега на 3,1 кбт к западу выступает отмель с наименьшей глубиной 2,3 м. На 3,5 кбт к северо-западу от северо-западной оконечности острова тянется риф с наименьшей глубиной 0,8 м.